# Europäischer Tag der jüdischen Kultur
Der Europäische Tag der jüdischen Kultur ist ein Aktionstag, der seit 1999 jährlich am ersten September-Sonntag begangen wird. Er wird heute in fast 30 europäischen Ländern von jüdischen und nichtjüdischen Organisationen gemeinsam veranstaltet und soll dazu dienen, das europäische Judentum, seine Geschichte, Traditionen und Bräuche in Vergangenheit und Gegenwart besser kennenzulernen. Zu diesem Anlass werden unter einem jährlich wechselnden Leitthema auf lokaler und regionaler Ebene Führungen zu Stätten jüdischer Kultur, Konzerte, Ausstellungen, Vorträge usw. organisiert.

## Koordination
Die Europäische Vereinigung für die Bewahrung und Förderung von Kultur und Erbe des Judentums (engl. European Association for the Preservation and Promotion of Jewish Culture and Heritage, AEPJ) koordiniert den Aktionstag. Sie hat ihren Sitz in Girona, Spanien. Deren Träger sind sechs Organisationen:
- B’nai B’rith Europe
- Red de Juderías de España – Caminos de Sefarad (Netzwerk jüdischer Städte in Spanien – Sephardische Migrationswege)
- Fonds Social Juif Unifié
- Rede de Judiarias de Portugal
- Unione delle Comunità Ebraiche Italiane
- Journées Européennes de la Culture et du Patrimoine Juifs – France (JECPJ France)

In jedem teilnehmenden Land gibt es nationale Koordinatoren.

## Deutschland
Am Veranstaltungstag im Jahr 2009, dem 6. September, eröffnete der Landschaftsverband Rheinland (LVR) das LVR-Kulturhaus Landsynagoge Rödingen mit einer Dauerausstellung zum Thema „Jüdisches Leben im Rheinland“, seither wird in Rödingen alljährlich der Europäische Tag der jüdischen Kultur begangen. 
2015 beteiligen sich in Deutschland offiziell
- in Baden-Württemberg 46 Orte und Institutionen
- in Bayern das Jüdische Museum Augsburg Schwaben und das Jüdische Gemeindezentrum in München
- in Nordrhein-Westfalen das Jüdische Museum Westfalen, die Alte Synagoge Essen (in Zusammenarbeit mit dem Salomon Ludwig Steinheim-Institut) und das LVR-Kulturhaus Landsynagoge Rödingen.

## Schweiz
Seit 1999 organisiert das Jüdische Museum der Schweiz das schweizweite Programm jedes Jahr unter einem anderen Motto.

## Daten und Leitthemen
- 2001: Das Judentum und die Künste
- 2002: Jüdischer Kalender und jüdische Feiertage in Kunst, Musik und Ernährung
- 2003: Pessachfest
- 2004: Judentum und Erziehung
- 2005: Jüdische Küche
- 2006: Europäische Routen des jüdischen Erbes
- 2007: Zeitzeugnisse
- 2008: Jüdische Musik
- 2009: Jüdische Feste und Bräuche
- 2010: Kunst und Judentum
- 2011: Erbe und Modernität
- 2012: Jüdischer Humor[2]
- 2013: Jüdische Kultur und Natur[3][4]
- 2014: Frauen im Judentum[5]
- 2015: Brücken
- 2016 (4. September): Jüdische Sprachen
- 2017 (3. September): Diasporas[6]
- 2018 (2. September): Storytelling – Geschichten erzählen
- 2019 (1. September): 1999–2019: 20 Jahre Europäischer Tag der Jüdischen Kultur
- 2020 (6. September): Jewish Journeys/Jüdische Reisen
- 2021 (5. September): Dialog
- 2022 (4. September): Erneuerung[7]
- 2023 (3. September): Erinnerung – Memory[8]
- 2024 (1. September): Familie – family
- 2025 (7. September): People of the Book